# Hrun, Lebedîn
Hrun (în ucraineană Грунь) este un sat în comuna Katerînivka din raionul Lebedîn, regiunea Sumî, Ucraina.

## Demografie
Componența lingvistică a localității Hrun
     Ucraineană (97,39%)
     Rusă (2,61%)
Conform recensământului din 2001, majoritatea populației localității Hrun era vorbitoare de ucraineană (97,39%), existând în minoritate și vorbitori de rusă (2,61%).